# Arthonia endlicheri
Arthonia endlicheri är en lavart som först beskrevs av Garov., och fick sitt nu gällande namn av Oksner. Arthonia endlicheri ingår i släktet Arthonia och familjen Arthoniaceae.   Inga underarter finns listade i Catalogue of Life.